# セキセイインコ
セキセイインコ（背黄青鸚哥）（Melopsittacus undulatus）は、鳥綱インコ目インコ科セキセイインコ属に分類される鳥。本種のみでセキセイインコ属を構成する。

## 分布
オーストラリア。アメリカ合衆国、日本、その他諸国に移入。

## 特徴
成鳥の体長は18-23cmほどで、スズメより少し大きい。野生個体の成鳥は頭部が黄色で、頭上から後頭部にかけて細かい黒の横しま模様が入るのが一般的。頬に背中と翼は黄色の縁取りがある黒い羽毛が生えるものが多い。胸から腹、腰までは黄緑色の羽毛に覆われ、尾羽は緑または青いものも多い。体重は30〜40g程ある。
オスとメスはほぼ同じ体色で、雛の時はオス・メスの区別が付かないが、成鳥になるとくちばしの根本の鼻孔を包む蝋膜（ろうまく）という柔らかい皮が、オスは青色、メスは褐色になり、鼻孔の中や周りが白っぽくなるので区別できる。また、若鳥は頭上のしま模様が額まで及ぶが、成鳥になると額のしま模様がなくなる。

## 名称の由来
和名の語源は日本に最初に来たセキセイインコの背が黄色と青だったことに由来し、漢字では背黄青鸚哥（せきせいいんこ）と表記する。あるいはコセイインコ（小青鸚哥）、ホンセイインコ（本青鸚哥）といった、緑色を基調とするため「青鸚哥」と名づけられたグループがあるため、背中に黄色と黒の縞を持つ本種は、分類上は異なるものの「背黄青鸚哥」と名づけられた、という説もある。
英名の budgerigar（バッジャリガー）はアボリジニの呼称に由来するが、「黄色い頭」「小さな頭」の意味であるとも、「よいオウム」の意味であるとも言われる。

## 野鳥として
原産地はオーストラリア内陸部で、木がまばらに生えた乾燥地帯の原野に生息する。群れを作る性質が強く、大小さまざまな群れで行動する。食性は草食性で、おもに地上で植物の種子を摂食する。真昼の日射が強い時間はあまり行動せず、採餌や水飲みは朝か夕方に行うことが多い。
ほぼ1年中繁殖するが、乾燥地帯に雨が降った後は特によく繁殖する。巣は樹洞を利用するが、体が小さいので節穴にも巣を作ることができる。1年に数回雨が降った年は餌も豊富になって個体数を大幅に増やし、大群が見られることもある。

## 人間との関係
インコ目は目単位でワシントン条約附属書IIに掲載されているが、2020年の時点で本種は除外されている。
セキセイインコは今やペットとして世界各地で人気があり、ジュウシマツやブンチョウと並んでポピュラーな鳥である。
品種は多く、色・模様等のバリエーションは5000品種以上もある。他に、背中に羽衣があり、頭部に梵天と呼ばれる特徴のあるハゴロモセキセイインコなども存在する。
割と丈夫でもあるが、適温は20-30度で、特に雛や病鳥は30度に保っていた方がよい。寿命は平均7-8年と言われるが、健康管理に気をつけると13-15年生きる。ギネス世界記録での最高年齢は30歳であることが確認されている。
小型インコの中では最もしゃべるのを得意とする鳥で、中には100種類以上の単語をしゃべる個体が記録されている。インコの中では珍しく長文もしゃべる（昔話「桃太郎」など）。飼い主の姓と住所を覚え込まされ、逃げ出して保護された先で名乗った為に自宅が判明した例もある。基本的にメスよりオスの方がよく覚える。生後4ヶ月ぐらいから覚えさせるのがよいが、最初の単語を教えるのには根気が必要である。また、手乗りかつ単独飼いでないと覚えにくい。
また、人間の声のみならず、テレビのCMで流れる音声や野鳥の鳴きまねを習得することもよくある。
ただしそれと同時に各国でペットとして飼われていたものが逃げ出し、野生化もしている。日本でも都市部の川原などでしばしば群れが目撃されている。
性別の判別は鼻の蝋膜で判別する。上述の通り、通常（ノーマル種）であればオスが青くなり、メスは薄茶色になる。しかしハルクインやルチノーなどの人為的に生成された品種には、青い色素が欠乏しているため、オスの鼻の蝋膜の色がピンクである種も存在する。
雛から育てている場合でも､発情期になると気性が荒くなる個体がいる､特にメスにその傾向の強いものがいる。

### インコ臭
一部のセキセイインコ愛好家の間では、俗にインコ臭と呼ばれるセキセイインコの頬や頭から香るバターや穀物のような特有の芳香ある体臭を楽しむ趣がある。このセキセイインコ特有の体臭の元は、普段食べているエサの匂いとも、尾羽の付け根から分泌される羽の手入れのためにくちばしを使って羽全体になじませる油とも言われている。獣医学博士の海老沢和荘によれば、セキセイインコの雌は発情すると独特の臭いがするとしており、この臭いは尾脂腺から分泌される3種類のアルカノールによるものとしている。セキセイインコは尾脂腺に頭を擦り付けることで、頭から特有の芳香がするとしている。なお、セキセイインコの雄は雌の4倍のアルカノールを分泌しているが、ブレンドが異なるため雌の臭いにはならないとしている。ただし個体によってその体臭は大きく異なり、中にはほとんど体臭がしない個体も存在する。ペットショップ等で購入した直後は店内の消毒液や他の動物の匂いなどがインコに染みついている場合がありインコ本来の匂いはしない場合があるが数週間経つと本来の匂いに戻る。

### マクロラブダス（メガバクテリア）症
マクロラブダスは真菌の中でも子嚢菌の一種であり、学名はMacrorhabdus ornithogaster、通称Avian Gastric Yeast(AGY)と呼ばれる。かつては巨大な細菌と考えられメガバクテリアと呼ばれていた。セキセイインコ以外にも、鳥類一般に広く保菌されている事が知られているが、セキセイインコなど一部の鳥で重篤な症状が生じる傾向がある。不定期の潜伏期間を持ち、長い場合は年単位である。代表的な症状として嘔吐、膨羽、傾眠、体重減少、黒色便、食欲低下などが挙げられるが、いずれも必発症状ではない。糞便の顕微鏡検査によって診断される。治療は抗真菌剤の経口もしくは注射による投与であるが、薬物耐性を持つAGYもあり、効果が見られない場合には薬剤の変更を試みる必要がある。AGYは真菌であるため抗生剤は効果を持たず、抗生剤を単独使用した場合、菌交代症や免疫低下によって最終的に悪化する
可能性がある。

## セキセイインコの品種
- 並セキセイ

野生種と同じく頭部から背部にかけて黒く細かい縞模様を持つ。野生種に近いグリーンと、黄色の色素が抜けたブルーが一般的。他にグレー、バイオレット、コバルトなどが存在する。

### 高級セキセイインコ
- パイド[Pied]

背面や腹面、翼に斑（色抜け）を持つ。少納言、大納言といった日本名がつけられた品種、オーストラリアンパイドなどが知られる。
- オパーリン[Opaline]

宝石のオパールより名づけられた。腹面と背面が同じ色で、背面や翼の縞模様が大柄でV字型になっているのが特徴。
- ハルクイン[Harlequin]

「まだら」の意。背面や翼の縞模様がなく、黒のまだら模様に置き換わっている。また腹部に色抜けが見られるため、緑や青の地色のものは存在しない。イエロー系、ホワイト系、クリーム系、四色系に分けられる。
- セルフ[Self]

本来黒い縞模様が地色と同じ色に変化したもの。
- ウイング[Wing]

背面や翼の縞模様が灰色や褐色に変化したもの。
- 赤目系

色素異常により全身が白くなったアルビノ[Albino]、黄色くなったルチノー[Lutino]などが知られる。単色だけでなく縞や斑、他の色味が乗るものも見られる。

### 大型セキセイ
イギリスで改良された、一回り大きな体を持つセキセイインコ。体長は20センチ以上もあり、頭部が大きいのが特徴。

### 巻き毛セキセイ
日本で改良された、羽の一部が逆立っている品種。頭部に現れる梵天、背中に現れる羽衣、腹部に現れる腹巻などが知られる。

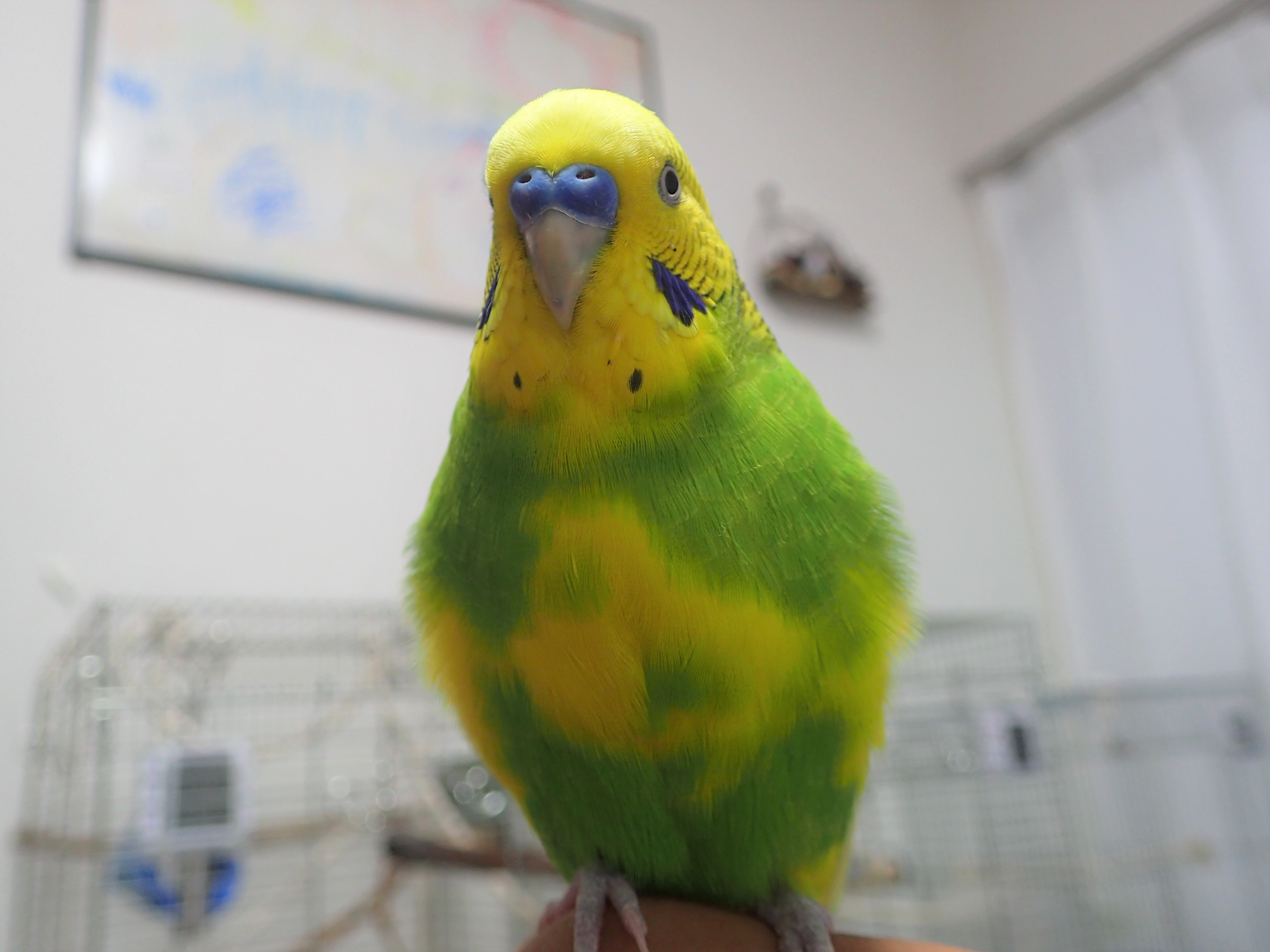
パイド
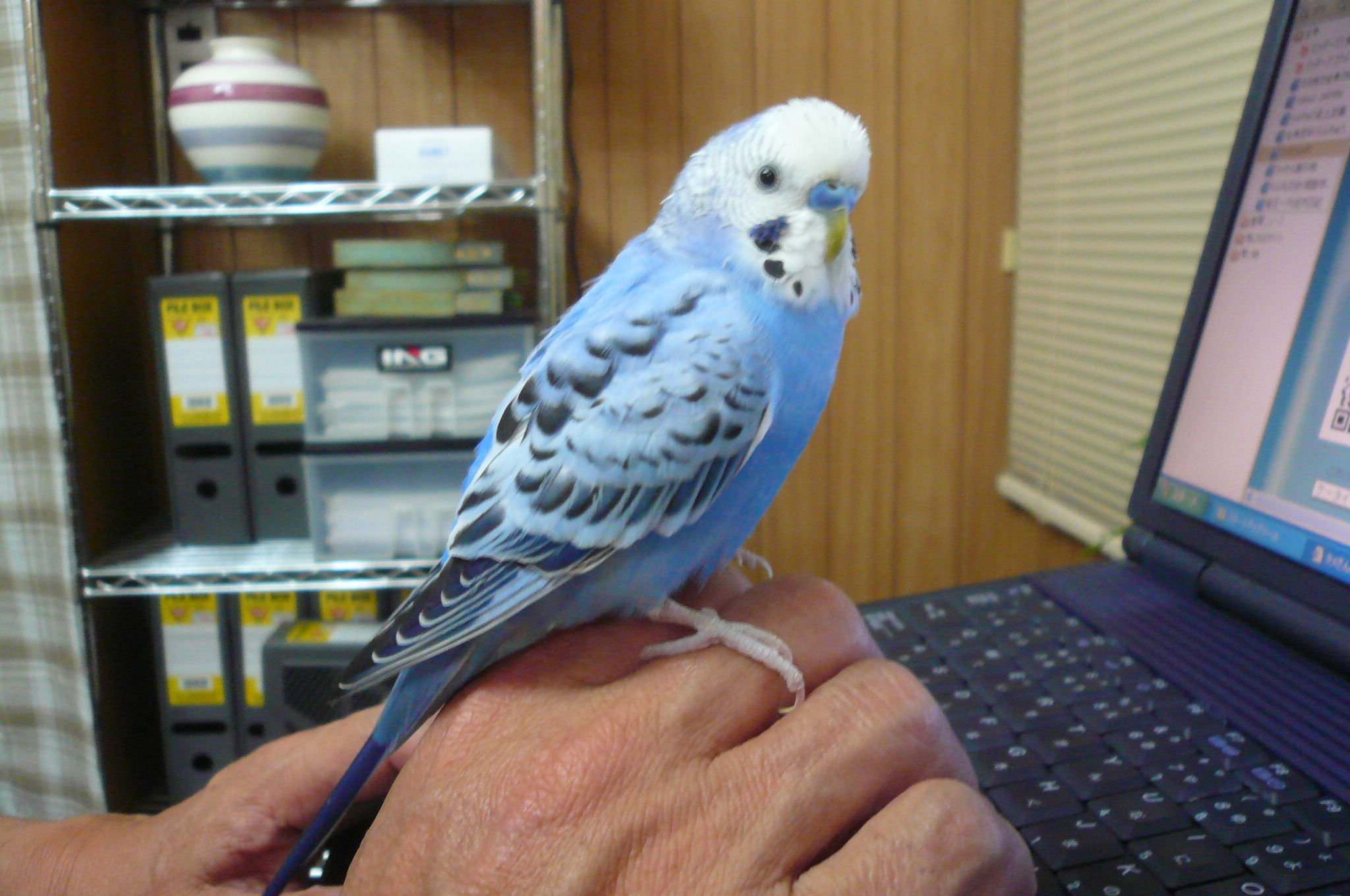
オパーリン
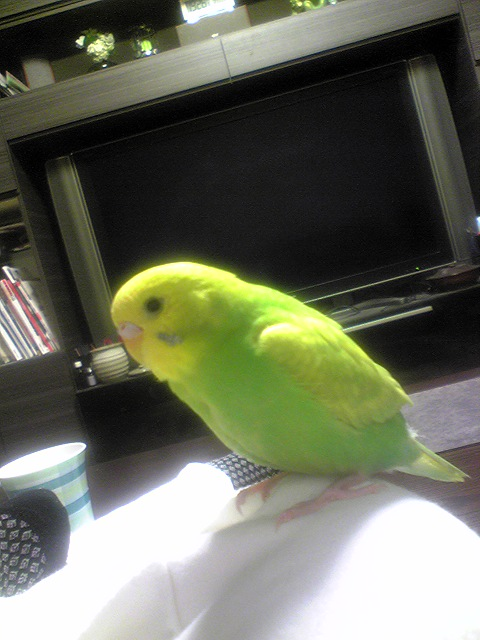
セルフ
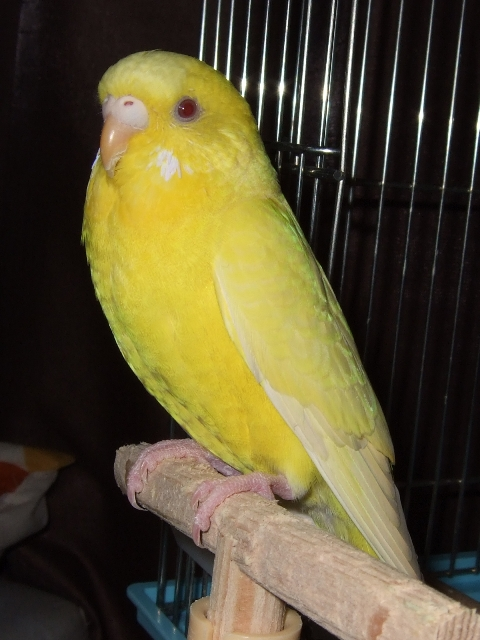
ルチノー
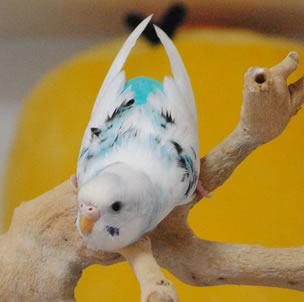
ハルクイン
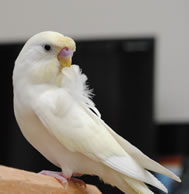
巻き毛セキセイ